# گمینا اینووووز
گمینا اینووووز (به لهستانی:  Gmina Inowłódz) یک گمینا در لهستان است که در شهرستان توماشوف مازوویتسکی واقع شده‌است. گمینا اینووووز ۹۸٫۰۴ کیلومتر مربع مساحت و ۳٬۸۷۹ نفر جمعیت دارد.